# Phil Hartman
Phil Hartman, właśc. Phillip Edward Hartman (ur. 24 września 1948 w Brantford, zm. 28 maja 1998 w Encino) – amerykański aktor, artysta grafik i komik.
26 sierpnia 2014 otrzymał własną gwiazdę w Alei Gwiazd w Los Angeles, znajdującą się przy 6600 Hollywood Boulevard.

## Życiorys
Urodził się w Kanadzie jako syn Doris Marguerite Hartmann i Ruperta Loebiga Hartmanna. Miał dwóch braci – Johna i Paula Andrew oraz pięć sióstr – Jane, Sarę, Marthę, Nancy i Mary. W 1957 wraz z rodziną przeniósł się do Stanów Zjednoczonych.
Hartman był właścicielem studia graficznego. Jego firma odniosła sukces, zaprojektowała ponad 40 okładek albumów różnych artystów i logo zespołu Crosby, Stills and Nash. W 1975 Hartman pojawił się na występie komediowej grupy improwizacyjnej Groundlings. Zgłosił się na ochotnika na scenę i zachwycił wszystkich. Status gwiazdora telewizji zapewnił mu występ w programie Saturday Night Live.
25 listopada 1987 zawarł związek małżeński z Brynn Omdahl, modelką i aspirującą aktorką. Było to jego trzecie małżeństwo. Brynn wróciła do picia alkoholu i zażywania narkotyków. 28 maja 1998 został śmiertelnie postrzelony w głowę podczas snu przez swoją żonę Brynn, która następnie popełniła samobójstwo. Osierocili dwoje dzieci, syna Seana (ur. 1989) i córkę Birgen (ur. 1992).

## Filmografia

### Filmy
- 1985: Wielka przygoda Pee Wee Hermana jako dziennikarz
- 1986: Jumpin’ Jack Flash jako Fred
- 1986: Trzej Amigos jako Sam
- 1987: Randka w ciemno jako Ted Davis
- 1987: Dzielny mały Toster jako Klimatyzator / Lampa wisząca (głos)
- 1989: Fletch żyje jako menadżer Bly
- 1990: Łatwy szmal jako Hal Edison
- 1993: Strzelając śmiechem jako oficer Davis
- 1993: CB4 jako Virgil Robinson
- 1993: Stożkogłowi jako Marlax
- 1993: Poślubiłem morderczynię jako John Vicky Johnson
- 1994: Sknerus jako Frank
- 1994: Władca ksiąg jako Tom Morgan (głos)
- 1995: Gość w dom jako Gary Young
- 1996: Sierżant Bilko jako major Colin Thorn
- 1996: Świąteczna gorączka jako
- 1998: Podniebna poczta Kiki jako Jiji (głos)
- 1998: Mali żołnierze jako Phil Fimple

### Seriale
- 1979: Scooby i Scrappy Doo – głosy
- 1981: Smerfy – głosy
- 1983: Diukowie – głosy
- 1984: Magnum jako czytnik grup dyskusyjnych
- 1985: 13 demonów Scooby Doo – głosy
- 1985: Jetsonowie jako robotnik szkolny patrol / wiceprezes wykonawczy (głos)
- 1985: Dennis Rozrabiaka jako Henry Mitchell / George Wilson (głos)
- 1986–1994: Saturday Night Live – głosy
- 1987: Kacze opowieści jako kpt. Frye (głos)
- 1987: Super Baloo jako Ace London (głos)
- 1990: Przygody Animków jako Oktawiusz (głos)
- 1991: Kapitan Planeta i planetarianie jako Dimitri, rosyjski ambasador / dziennikarz telewizyjny (głos)
- 1991: Dzielny Agent Kaczor jako Paddywhack (głos)
- 1991–1998: Simpsonowie jako Troy McClure / Lionel Hutz (głos)
- 1991–1993: Szczenięce lata Toma i Jerry’ego jako Calaboose Cal (głos)
- 1992: Parker Lewis nigdy nie przegrywa jako Phil Diamond
- 1992: Kot Ik! jako Monkeynaut # 1 / psychopatyczny królik (głos)
- 1993: Animaniacy jako Dan Anchorman (głos)
- 1996: Trzecia planeta od Słońca jako Phillip
- 1996: Karolina w mieście jako gospodarz
- 1996: Gargoyles jako kłusownik (głos)
- 1996: Ren i Stimpy jako spiker ca rosyjskiej rolce filmowej / bok klowna
- 1996: Kroniki Seinfelda jako mężczyzna na telefonie
- 1998: Trzecia planeta od Słońca jako Randy